# Course en ligne féminine des juniors aux championnats du monde de cyclisme sur route 2017
Navigation
2016 2018
La course en ligne féminine des juniors aux championnats du monde de cyclisme sur route 2017 a lieu sur 76,4 kilomètres le 22 septembre 2017 à Bergen, en Norvège.

## Système de qualification
Selon le système de qualification fixé par le comité directeur de l'Union cycliste internationale, * « Les nations classées de la 1re à la 5e place du classement de la Coupe des Nations UCI Femmes Juniors au 15 août 2017 bénéficient de 5 partants. Les autres nations et les nations non classées bénéficient de 4 partants. [...] Le champion du monde, le champion olympique et les champions continentaux en titre peuvent participer en sus du quota alloué à leur nation respective au travers du présent système de qualification. »

## Classement
| Rang                      | Coureuse                   | Pays        | Temps          |
| ------------------------- | -------------------------- | ----------- | -------------- |
| Médaille d'or, monde      | Elena Pirrone              | Italie      | 2 h 6 min 17 s |
| Médaille d'argent, monde  | Emma Norsgaard Jørgensen   | Danemark    | + 12 s         |
| Médaille de bronze, monde | Letizia Paternoster        | Italie      | + 12 s         |
| 4                         | Maria Novolodskaya         | Russie      | + 12 s         |
| 5                         | Jade Wiel                  | France      | + 12 s         |
| 6                         | Pfeiffer Georgi            | Royaume-Uni | + 12 s         |
| 7                         | Clara Copponi              | France      | + 12 s         |
| 8                         | Simone Boilard             | Canada      | + 12 s         |
| 9                         | Ann-sofie Harsch           | Luxembourg  | + 12 s         |
| 10                        | Évita Muzic                | France      | + 12 s         |
| 11                        | Caroline Bohé              | Danemark    | + 16 s         |
| 12                        | Sophie Wright              | Royaume-Uni | + 16 s         |
| 13                        | Olha Kulynych              | Ukraine     | + 40 s         |
| 14                        | Madeleine Fasnacht         | Australie   | + 42 s         |
| 15                        | Hannah Ludwig              | Allemagne   | + 1 min 40 s   |
| 16                        | Nicole D'agostin           | Italie      | + 1 min 40 s   |
| 17                        | Alena Petchenko            | Russie      | + 2 min 2 s    |
| 18                        | Marta Jaskulska            | Pologne     | + 4 min 12 s   |
| 19                        | Marie Le Net               | France      | + 4 min 12 s   |
| 20                        | Gyunel Mekhtieva           | Russie      | + 4 min 12 s   |
| 21                        | Anastasiya Kolesava        | Biélorussie | + 4 min 12 s   |
| 22                        | Lorena Wiebes              | Pays-Bas    | + 4 min 12 s   |
| 23                        | Sofia Rodriguez Revert     | Espagne     | + 4 min 12 s   |
| 24                        | Marit Raaijmakers          | Pays-Bas    | + 4 min 12 s   |
| 25                        | Franziska Koch             | Allemagne   | + 4 min 12 s   |
| 26                        | Misuzu Shimoyama           | Japon       | + 4 min 12 s   |
| 27                        | Noa Jansen                 | Pays-Bas    | + 4 min 12 s   |
| 28                        | Viivi Puskala              | Finlande    | + 4 min 12 s   |
| 29                        | Lotte Rotman               | Belgique    | + 4 min 12 s   |
| 30                        | Karin Penko                | Slovénie    | + 4 min 12 s   |
| 31                        | Thale Sofie Kielland Bjerk | Norvège     | + 4 min 12 s   |
| 32                        | Sara Martin Martin         | Espagne     | + 4 min 12 s   |
| 33                        | Hannah Gruber-Stadler      | Autriche    | + 4 min 12 s   |
| 34                        | Alana Castrique            | Belgique    | + 4 min 12 s   |
| 35                        | Lara Krähemann             | Suisse      | + 4 min 12 s   |
| 36                        | Alexandra Stepanova        | Russie      | + 4 min 12 s   |
| 37                        | Erin Attwell               | Canada      | + 4 min 12 s   |
| 38                        | Eva Jonkers                | Pays-Bas    | + 4 min 12 s   |
| 39                        | Vittoria Guazzini          | Italie      | + 4 min 12 s   |
| 40                        | Shari Bossuyt              | Belgique    | + 4 min 30 s   |